# Filtar ulja
Filtar ulja ili uljni filtar ima zadatak da razinu prljavštine ulja smanji na dozvoljenu vrijednost. Time se hidraulički dijelovi štite od prekomjernog trošenja i povećava se pouzdanost rada hidrauličkog i ostalih sustava. Filtar ulja koji se koristi kod automobila potrebno je promijeniti svaki put kad se mijenja i ulje u automobilu.

## Filtar ulja u hidrauličkom pogonu
Finoća filtriranja (apsolutna finoća filtriranja) u hidrauličkom pogonu odgovara promjeru najveće čestice u obliku kugle koja može proći kroz filtar ulja. Hidraulički dijelovi imaju sve manje zračnosti između kliznih ploha, danas se zahtijeva finoća filtriranja od 20 μm, a za servo-ventile i do 3 μm. Nečistoće se dijele na unutarnje i vanjske, unutarnje nastaju trošenjem i otkidanjem čestica hidrauličkih dijelova, a vanjske su posljedica lošeg brtvljenja sustava prema okolini (filtar za zrak na spremniku, brtve na hidrauličkim cilindrima itd.).
Posljedice krutih nečistoća u hidrauličkom fluidu (tekućini) su: povećano istjecanje tekućine zbog lošijeg brtvljenja, blokiranje rada kliznih elemenata, promjena karakteristike regulacijskih ventila, smanjenje vijeka trajanja hidrauličkih dijelova i sustava. Dozvoljene vrijednosti količine prljavštine uzimaju u obzir: vrste čestica prljavštine, veličine čestica prljavštine, broj čestica prljavštine, brzinu strujanja radnog medija u hidrauličkim elementima, radni tlak, tolerancije i konstruktivne osobine dijelova.

### Klasa čistoće hidrauličkog ulja
Klasa čistoće hidrauličkog ulja određuje dopušteni broj čestica određene veličine u uzorku ulja određenog obujma. Npr. norma ISO 4406, klasu označava s dva broja, prvi se odnosi na dopušteni broj čestica do 5 μm, a drugi na dopušteni broj čestica do 15 μm. Norma NAS 1638 određuje 14 klasa čistoće. Čestice nečistoće dijeli u 5 razreda veličine, pa sukladno svaka klasa ima 5 dopuštenih brojeva čestica različitih veličina.
Karakteristike filtra ulja su: finoća filtriranja, količina izdvojenih čestica, protok radnog fluida kroz filtar i pad tlaka na filtru. Značajan podatak je stupanj (faktor) finoće filtriranja βx, koji predstavlja omjer broja čestica nx veličine x prije i poslije filtriranja. Npr. β15 = 75 znači da je na ulazu u filtar bilo 75 puta više čestica veličine x = 15 μm nego na izlazu iz njega. Neki puta se uspješnost izdvajanja čestica izražava postotnim omjerom broja izdvojenih i ukupnog broja čestica koji se naziva stupanj izdvajanja i iznosi:
Stupanj izdvajanja = (1 – 1/βx) x 100%
Uz stupanj finoće filtriranja koriste se i pojam nominalna finoća filtriranja za stupanj finoće βx = 20 (95%) i apsolutna finoća filtriranja za stupanj finoće βx = 100 (99%). Materijal filtar uloška je zvjezdasto nabran, čime se dobiva vrlo velika površina filtriranja uz relativno mali volumen filtar uloška. Također, time se povećava vijek trajanja, odnosno usporava prljanje filtra, jer se nečistoća nakuplja u naborima, dok "brijegovi" nabora ostaju relativno čisti. Postoje površinski (tkanina) i dubinski (vuna) filtri ulja. Površinski omogućavaju izdvajanje čestica većih od 10 μm i mogu se obnoviti ispiranjem. Dubinski se koriste za izdvajanje čestica manjih od 20 μm i ne mogu se ispirati (za jednokratnu upotrebu).

### Materijali filtra ulja
Uobičajeni materijali od kojih se izrađuju filtarski dijelovi su:
- žičana tkanina
- papir
- metalna vuna (metal-fiber)

Žičana tkanina je tkanina od nehrđajućeg čelika. Papirni filtar ulja izrađen je od papirnog runa koje omogućuje finoću filtriranja od 10 μm. Ne može se prati, koristi se jednokratno i baca. Metalna vuna je runo od metalnih vlakana. Odlikuje ga dubinsko
filtriranje (izrazito veliki kapacitet zadržavanja nečistoće u odnosu na obujam filtra i odgovarajuća dugotrajnost), otpornost na temperaturu, visok dozvoljeni pad tlaka i visoka čvrstoća. Danas se često koriste i filtri s višestrukom konstrukcijom pletiva ili “Betamicron”.
Zaprljanost filtra ulja određuje se posredno pomoću mjerenja (osjetnik) pada tlaka na filtru. Pokazivač zaprljanosti može biti električni i/ili optički (svjetiljka). Pad tlaka na čistom filtru iznosi oko 0,1 bar, dok je na zaprljanom višestruko veći.

### Vrste hidrauličkog filtra ulja
Prema mjestu ugradnje filtri se dijele na: usisni filtar, tlačni filtar i povratni filtar.

#### Usisni filtar ulja
Usisni filtar ulja ugrađuje se u usisni vod hidrauličke pumpe. Hidraulički fluid usisava se iz spremnika kroz filtarski uložak, pa u sustav ulazi samo filtrirano ulje. Finoća filtriranja uobičajeno iznosi oko 100 μm. Nedostaci ovog tipa filtra su loša pristupačnost (otežano održavanje) i otpor na ulazu u pumpu (mogućnost kavitacije). Oko filtra se za slučaj zaprljanog filtra ili za hladno vrijeme često postavlja obilazni vod (engl. bypass) s uključnim (bypass) ventilom koji se otvara pri 0,2 bar.

#### Tlačni filtar ulja
Tlačni filtar ulja ugrađuje se u tlačni vod, npr. iza hidrauličke pumpe ili ispred servo-ventila. Najčešće se ugrađuje neposredno ispred upravljačkih ili regulacijskih uređaja, za njihovu zaštitu. Konstrukcija filtra mora biti robusna jer je izložen maksimalnom tlaku (radni pritisak filtra do 420 bar). Uobičajene su finoće filtriranja 1 - 10 μm.

#### Povratni filtar ulja
Povratni filtar ulja ugrađuje se u povratni vod (ispred spremnika) i najčešće se koristi u hidrauličkim pogonima. Uobičajena finoća filtriranja iznosi 10 - 20 μm, a radni tlak do 30 bara. Ovi filtri su lako pristupačni i laki su za održavanje. Filtarski element smješta se u lonac koji se vadi zajedno s elementom, čime se sprječava prodor sakupljene nečistoće u spremnik. Da se izbjegne isključivanje sustava prilikom
izmjene filtarskog elementa, koriste se dvojni filtri (dva paralelno priključena filtra, svaki opremljen zapornim ventilima na ulazu i izlazu).

#### Filtar ulja za odzračivanje
Filtar ulja za odzračivanje ili nalivni filtar ugrađuje se u spremnik ulja i ima dvojaku ulogu. Preko njega se nalijeva ulje u spremnik (služi kao nalivni filtar), čime se sprječava prodor prljavštine u spremnik i dalje u sustav. Odzračni otvor spojen je preko ovog filtra (služi kao filtar za odzračivanje). Odzračni otvor osigurava atmosferski tlak u spremniku, bez obzira na promjene razine, odnosno volumena ulja u spremniku. Pri tome filtar pročišćava zrak koji ulazi u spremnik.